# صحيفة العروبة
العروبة صحيفة محلية سورية يومية تصدر في محافظة حمص عن مؤسسة الوحدة للطباعة والنشر، في ثماني صفحات بالقطع القياسي.بوابة ببببب
تهتم هذه الصحيفة بتغطية أنباء محافظة حمص وضواحيها.

## تاريخ الصحيفة
عام 1954 صدرت العروبة كمجلة نصف شهرية لكنها توقفت بعد فترة قصيرة.
عام 1955 عادت العروبة للصدور بعد أن تحولت إلى صحيفة سياسية أسبوعية، وكان صاحب امتيازها آنذاك عبد الودود الأتاسي، ورئيس تحريرها محمد الأزهري.
عام 1958 وإبان قانون رقم 195 الصادر بعد الوحدة الحاصلة بين مصر وسورية توقفت الصحيفة عن الصدور كشأن معظم الصحف السورية.
عام 1963 أعاد محمد الأزهري إصدارها محولاً إياها لصحيفة محلية سياسية يومية.
عام 1973 تحولت ملكية الصحيفة إلى مؤسسة الوحدة للطباعة والنشر ولا تزال تصدر عنها حتى يومنا هذا.

## مواد الصحيفة
الصفحة الأولى متخصصة بالأخبار السياسية المحلية.
الصفحة الثانية تهتم بتغطية أخبار المحافظة، كما تحتوي على زاوية (المرصد) التي تقوم بالتعليق على أحد المشاكل المحلية، بالإضافة إلى قسم للتسالي والخدمات.
الصفحة الثالثة مخصصة للأخبار الاقتصادية، وتستبدل يوم الاثنين بصفحة المجتمع حيث تنشر بها أخبار الجرائم، وبعض المواد القانونية.
الصفحة الرابعة تنشر مواد ثقافية وأدبية بالإضافة إلى أخبار جامعية، وإبداعات الشباب وبريد القراء وموضوعات بيئية وموضوعات للأطفال، حيث تتناوب هذه الموضوعات على الصفحة على مدار أيام الأسبوع.
الصفحة الخامسة تخصص يومي (الاثنين والخميس) لشكاوي المواطنين وردود المسؤولين عليها، بالإضافة إلى زاويتي (تحت المجهر) و (تحقيق مصور)، أما يومي الثلاثاء والجمعة فتنشر أخباراً وقضايا ثقافية، فيما تنشر يوم الأربعاء قصة سياسية وتعلق عليها.
الصفحة السادسة متخصصة بالرياضة وأخبارها.
الصفحة السابعة تنشر تتمات الموضوعات المنشورة على الصفحة الأولى.
أما الصفحة الثامنة والأخيرة تنشر أخبار طريفة وأخبار فنية، كما ينشر فيها زاويتا (تحية الصباح) و (همزات) اللتان تعالجان بعض القضايا المحلية وتعلقان عليها.

## موقع الصحيفة على الإنترنت
العروبة